# Mellekhouré (district)
Mellekhouré est l'un des districts de la sous-préfecture de Colia, situé dans la préfecture de Boffa en république de Guinée.

## Géographie

### Démographie
- En 2014, le district comptait 2 843 habitants selon les RGPH 2014[1].